# Осборніт
Осборніт (рос. осборнит; англ. osbornite; нім. Osbornit m) — мінерал, нітрид титану координаційної будови.

## Загальний опис
Хімічна формула: TiN. Містить (%): Ti — 77,4; N — 22,6.
Сингонія кубічна. Дрібні кристали.
Густина 5,37.
Блиск металічний.
Крихкий.
Утворює невеликі золотисто-жовті октаедри в ольдгаміті й піроксені з метеориту Бесті (Індія).
Названий за прізвищем Г. Осборна (G. Osborne), який привіз з Індії метеорит Бесті (N.S.Maskelyne, 1870).